# Енот джудже
Енот джудже (Procyon pygmaeus) е вид бозайник от семейство Енотови (Procyonidae). Видът е критично застрашен от изчезване.

## Разпространение и местообитание
Разпространен е в Мексико.

## Хранене
Енотът джудже е всеяден. Храни се с малки гръбначни, като жаби, мишки и птички. Храни се също с плодове, яйца и боклуци.